# Diócesis de Ypres
La diócesis de Ypres (en latín: Dioecesis Yprensis seu Iprensis, en francés: Diocèse d'Ypres y en neerlandés: Bisdom Ieper) fue una circunscripción eclesiástica de la Iglesia católica en Bélgica y Francia. Se trataba de una diócesis latina, sufragánea de la arquidiócesis de Malinas. Fue suprimida el 29 de noviembre de 1801 y restaurada como diócesis titular el 16 de abril de 1969. Desde el 22 de febrero de 2011 su obispo titular es Jean Kockerols.

## Territorio y organización

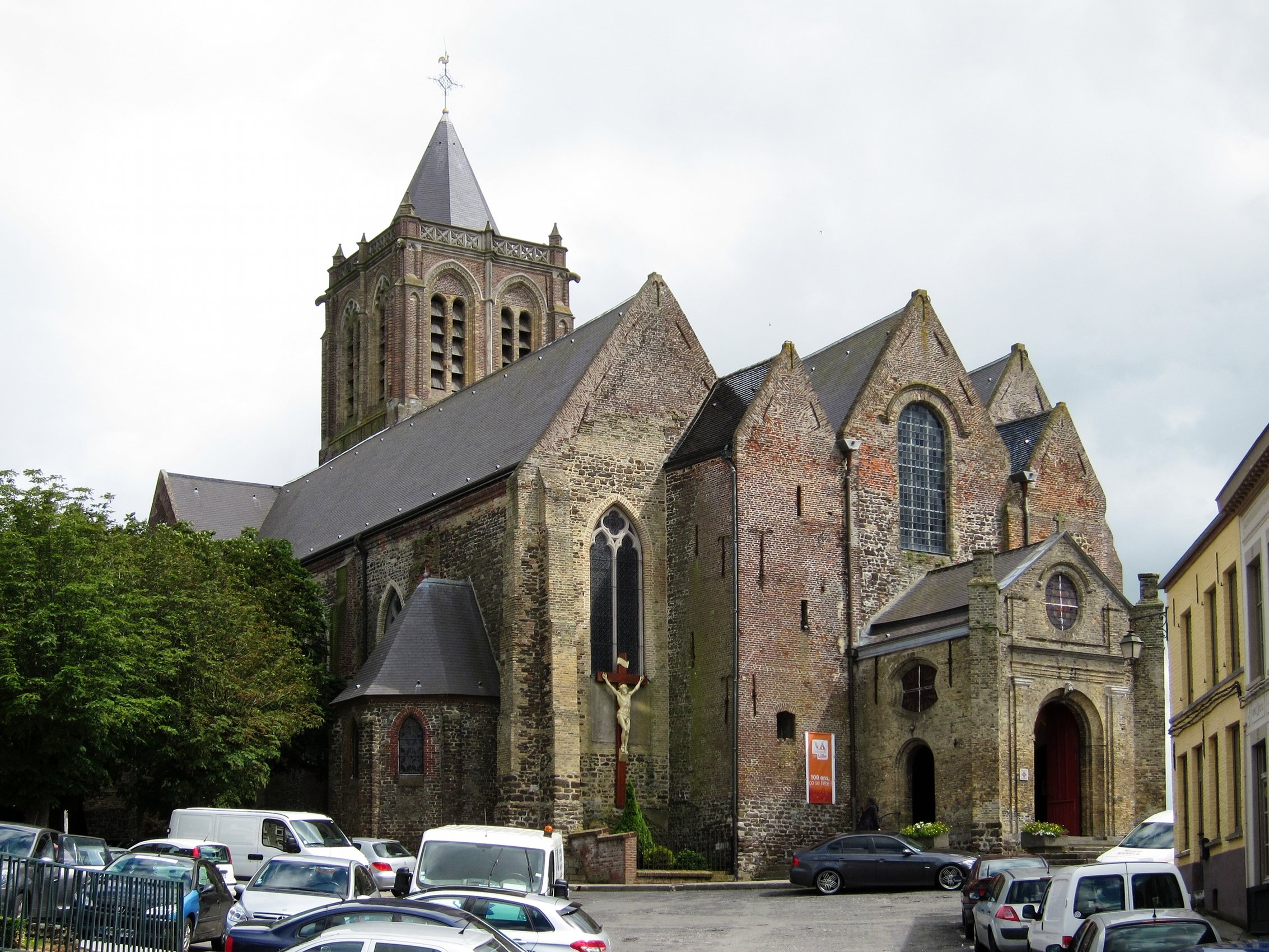
Colegiata de Notre-Dame de la Crypte, en Cassel, atestiguada desde el

La diócesis extendía su jurisdicción sobre los fieles católicos de rito latino residentes en parte del departamento Norte en Francia y en parte de la provincia de Flandes Occidental en Bélgica. Limitaba al oeste con la diócesis de Saint-Omer, al sur con la de Arrás, al este con las de Tournai y Brujas. En todo este territorio se hablaba flamenco.
La sede de la diócesis se encontraba en la ciudad de Ypres, en donde la catedral era la actual iglesia de San Martín y San Nicolás perteneciente a la diócesis de Brujas.
En la diócesis existían 150 parroquias agrupadas en 1 archipresbiterio (Ypres) y 8 decanatos: Bergues, Cassel, Bailleul, Poperinge, Veurne, Warneton, Nieuwpoort y Diksmuide.

## Historia
La diócesis fue erigida el 12 de mayo de 1559, tras la reorganización de los distritos eclesiásticos de los Países Bajos Austríacos, mediante la bula Super universas del papa Paulo IV, derivando su territorio de la diócesis de Thérouanne. Al mismo tiempo fue declarada sufragánea de la arquidiócesis de Malinas.
El 11 de marzo de 1561, mediante la bula De statu ecclesiarum, el papa Pío IV definió los límites de la nueva diócesis, estableció la subdivisión en decanatos con sus respectivas parroquias y asignó la dotación para el mantenimiento del obispo.
La víspera el mismo pontífice había nombrado como primer obispo a Maarten Bouwens, conocido con el nombre latinizado de Rhitovius, quien participó en el Concilio de Trento, distinguiéndose por su erudición y piedad; presidió, en ausencia del metropolitano, los dos primeros sínodos de la provincia eclesiástica de Malinas en 1570 y 1574; convocó el primer sínodo de su diócesis en 1577 y estableció el seminario para la formación de sacerdotes.
En 1584 se fundó el colegio jesuita en Ypres. Después de la creación de la diócesis, otras congregaciones religiosas acudieron en masa a Ypres.
Entre los obispos más famosos de Ypres estuvo Cornelio Jansenio, conocido con el nombre latinizado de Jansenius, profesor de Sagrada Escritura, quien estuvo en el origen del movimiento religioso, espiritual y teológico del jansenismo, que se desarrolló después de su muerte y que fue condenado por la Iglesia en 1653.
Tras el concordato de 1801, mediante la bula Qui Christi Domini del papa Pío VII del 29 de noviembre de 1801, la diócesis fue suprimida y su territorio incorporado al de la diócesis de Gante y a la arquidiócesis de Cambrai.

### Diócesis titular
Desde el 16 de abril de 1969 Ypres figura entre las sedes episcopales titulares de la Iglesia católica. Desde el 22 de febrero de 2011 el obispo titular es Jean Kockerols, obispo auxiliar de la arquidiócesis de Malinas-Bruselas.

## Episcopologio

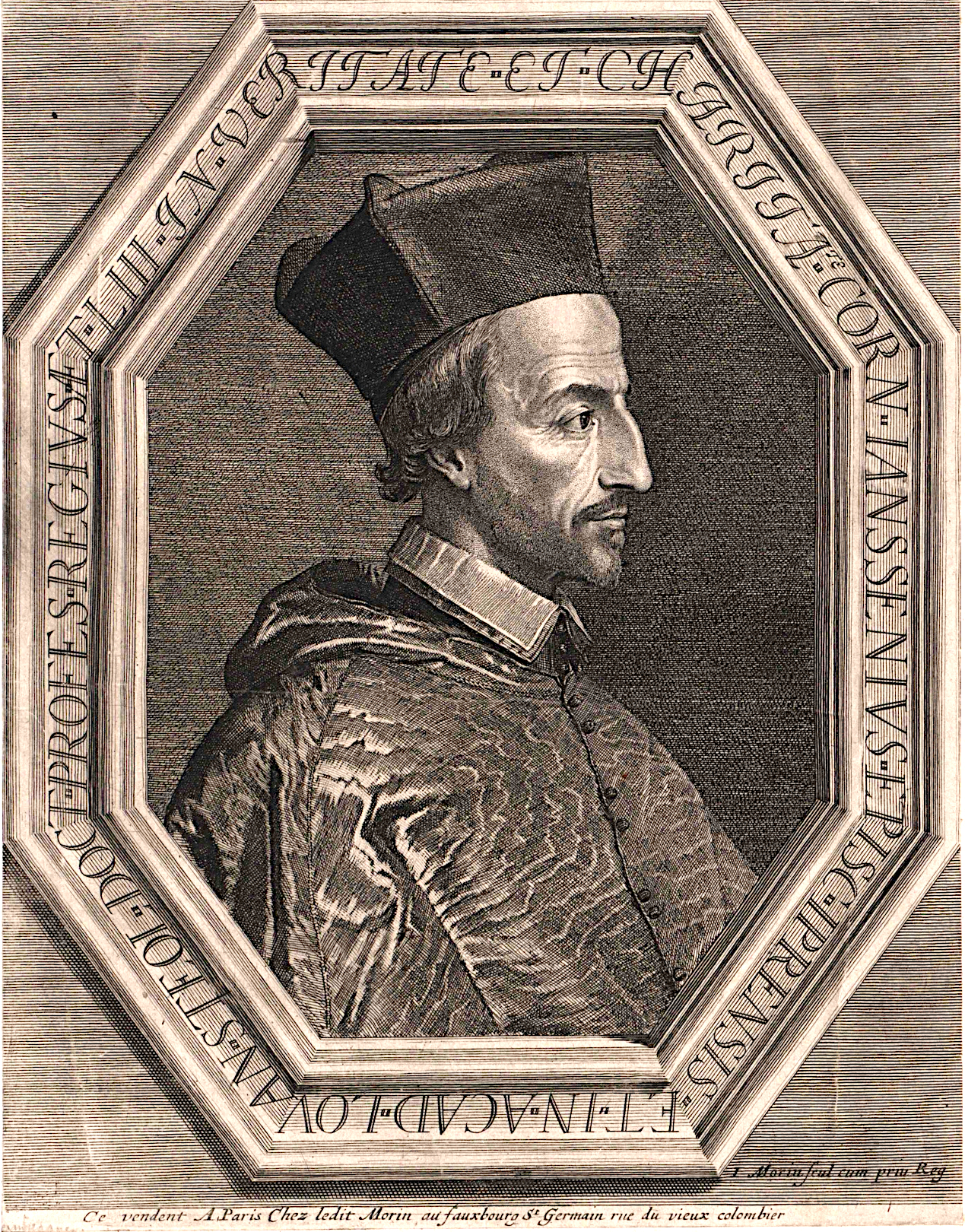
Cornelio Jansenio, obispo de Ypres de 1636 a 1638

- Maarten Bouwens † (10 de marzo de 1561-9 de octubre de 1583 falleció)
- Pierre Simons † (3 de septiembre de 1584-5 de octubre de 1605 falleció)
- Karel Maes † (21 de mayo de 1607-18 de agosto de 1610 nombrado obispo de Gante)
- Jean Wischer † (25 de octubre de 1610-26 de mayo de 1613 falleció)
- Antoine de Hennin † (9 de diciembre de 1613-1 de diciembre de 1626 falleció)
- Georges Chamberlain † (29 de mayo de 1628-19 de diciembre de 1634 falleció)
- Cornelio Jansenio † (21 de julio de 1636-6 de mayo de 1638 falleció)
- Josse Bouckaert, C.O. † (16 de septiembre de 1641-1 de noviembre de 1646 falleció)
  - Sede vacante (1646-1654)
- François de Robles † (6 de julio de 1654-18 de mayo de 1659 falleció)
  - Sede vacante (1659-1664)
- Martin Prats † (10 de noviembre de 1664-7 de octubre de 1671 falleció)
- Henri Van Halmaele † (12 de septiembre de 1672-19 de abril de 1676 falleció)
- Wilhlemus Herimex, O.F.M.Rec. † (13 de septiembre de 1677-15 de agosto de 1678 falleció)
  - Jakobus Van Liere † (1679-15 de diciembre de 1693 falleció) (no confirmado)
- Martin de Ratabon † (12 de octubre de 1693-5 de enero de 1713 renunció)
- Charles-François de Laval de Montmorency † (13 de febrero de 1713-26 de agosto de 1713 falleció)
  - Sede vacante (1713-1721)
- Jan-Baptist de Smet † (3 de febrero de 1721-6 de agosto de 1731 nombrado obispo de Gante)
- Wilhlemus Delvaux † (31 de marzo de 1732-12 de octubre de 1761 falleció)
- Felix Josephus Hubertus de Wavrans † (14 de junio de 1762-27 de octubre de 1784 falleció)
- Charles Alexandre d'Arberg et de Valengin † (19 de diciembre de 1785-29 de noviembre de 1801 renunció)
  - Sede suprimida

### Obispos titulares
- Joseph Mees † (14 de junio de 1969-9 de diciembre de 2001 falleció)
- Gustaaf Joos † (7 de octubre de 2003-21 de octubre de 2003 nombrado cardenal diácono de San Pedro Damián en los Montes de San Pablo)
- Jacques André Blaquart (28 de junio de 2006-27 de julio de 2010 nombrado obispo de Orleans)
- Jean Kockerols, desde el 22 de febrero de 2011